# Wolverine (Míchigan)
Wolverine es una villa ubicada en el condado de Cheboygan en el estado estadounidense de Míchigan. En el Censo de 2010 tenía una población de 244 habitantes y una densidad poblacional de 95,16 personas por km².

## Geografía
Wolverine se encuentra ubicada en las coordenadas 45°16′25″N 84°36′20″O / 45.27361, -84.60556. Según la Oficina del Censo de los Estados Unidos, Wolverine tiene una superficie total de 2.56 km², de la cual 2.55 km² corresponden a tierra firme y (0.71%) 0.02 km² es agua.

## Demografía
Según el censo de 2010, había 244 personas residiendo en Wolverine. La densidad de población era de 95,16 hab./km². De los 244 habitantes, Wolverine estaba compuesto por el 94.26% blancos, el 0% eran afroamericanos, el 0% eran amerindios, el 0.82% eran asiáticos, el 0% eran isleños del Pacífico, el 0% eran de otras razas y el 4.92% pertenecían a dos o más razas. Del total de la población el 1.23% eran hispanos o latinos de cualquier raza.